# Бейс-Баллот (лунный кратер)
Кратер Бейс-Баллот (лат. Buys-Ballot) — ударный кратер на севере от Озера Удовольствия на обратной стороне Луны. Название дано в честь голландского химика и метеоролога Христофора Хенрика Дидерика Бёйс-Баллот (1817—1890) и утверждено Международным астрономическим союзом в 1970 г. Образование кратера предположительно относится к нектарскому периоду.

## Описание кратера

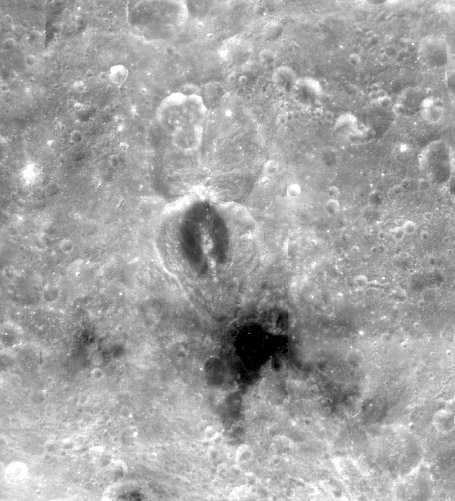
Окрестности кратера Бейс-Баллот. Снимок зонда Clementine.

Ближайшими соседями кратера являются кратер Фрейндлих на северо-западе; кратер Данте на северо-востоке, кратер Виртанен на юге-юго-востоке и кратер Андерсон на юго-западе. Селенографические координаты центра кратера 20°52′ с. ш. 174°49′ в. д. / 20,86° с. ш. 174,82° в. д., диаметр 66,38 км, глубина 2,4 км.
Кратер имеет необычную, вытянутую с направлении север-северо-запад - юг-юго-восток форму, при этом его размер в этом направлении почти в два раза превышает его ширину в направлении восток-запад, вероятно кратер образован импактом под низким углом. Северная часть кратера более широкая. Кратер незначительно разрушен и дно его чаши почти не отмечено мелкими кратерами. Высота вала над окружающей местностью составляет 1170 м, объём кратера приблизительно 2500 км³. На дне чаше кратера находится хребет ориентированный по удлиненной оси кратера. Дно чаши кратера частично заполнено базальтовой лавой образовавшей овальное пятно в северной части кратера окруженное породами с более низким альбедо. Узкая южная часть чаши кратера имеет неровную поверхность.
С северной стороны к кратеру примыкают сателлитные кратеры Бейс-Баллот Y и Z, почти тождественные друг другу и соединённые узким хребтом. Оба кратера также значительно вытянуты в направлении север-юг. Дно чаш обоих кратеров неровное.

## Сателлитные кратеры
| Бейс-Баллот | Координаты                                              | Диаметр, км |
| ----------- | ------------------------------------------------------- | ----------- |
| H           | 19°32′ с. ш. 179°37′ в. д. / 19,53° с. ш. 179,61° в. д. | 24,0        |
| Q           | 19°44′ с. ш. 172°54′ в. д. / 19,74° с. ш. 172,9° в. д.  | 59,6        |
| Y           | 23°01′ с. ш. 174°21′ в. д. / 23,02° с. ш. 174,35° в. д. | 24,8        |
| Z           | 22°32′ с. ш. 174°44′ в. д. / 22,54° с. ш. 174,73° в. д. | 59,2        |

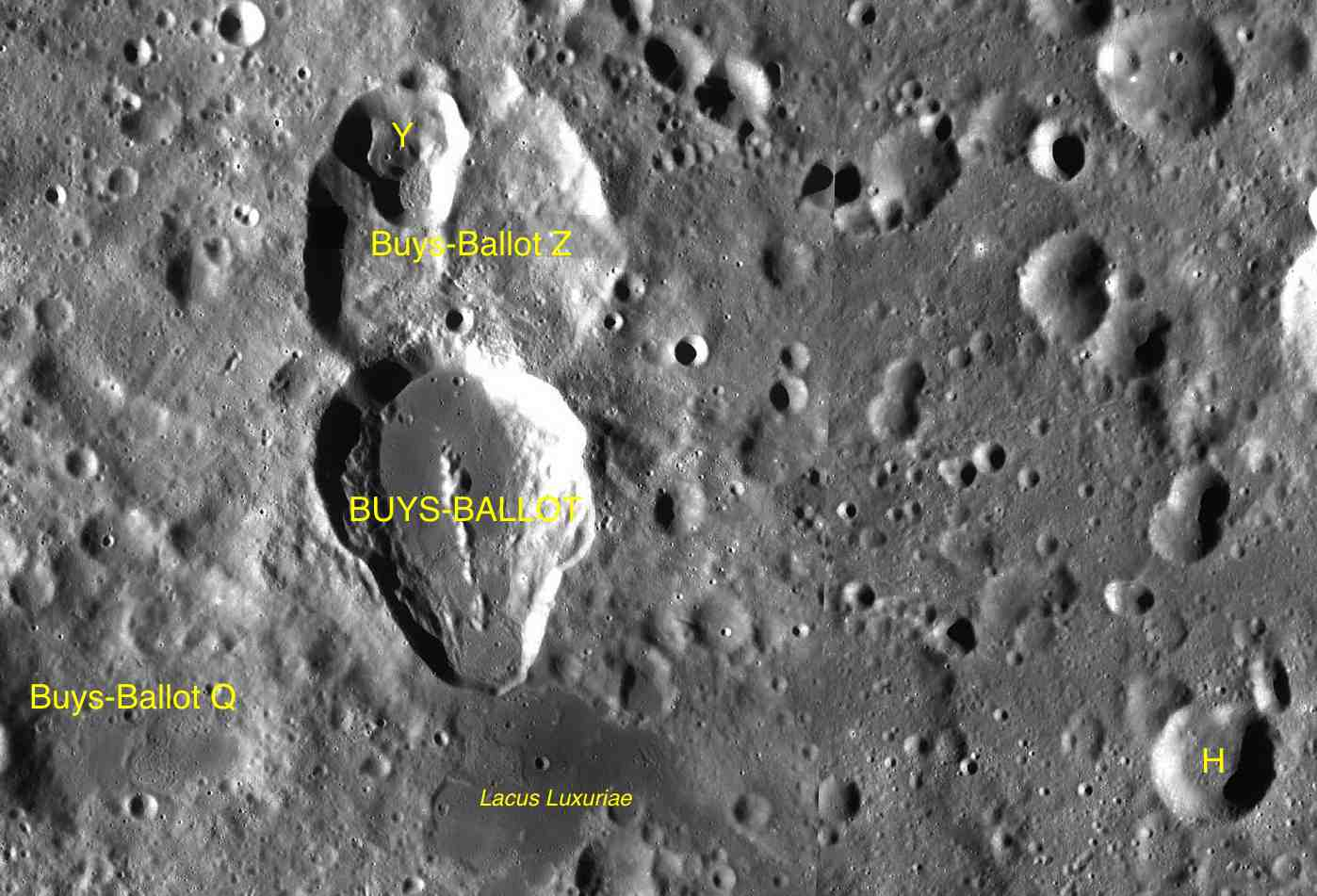
Фрагмент карты LAC-50.

- Образование сателлитных кратеров Бейс-Баллот Y и Z относится к нектарскому периоду[1].

## Галерея

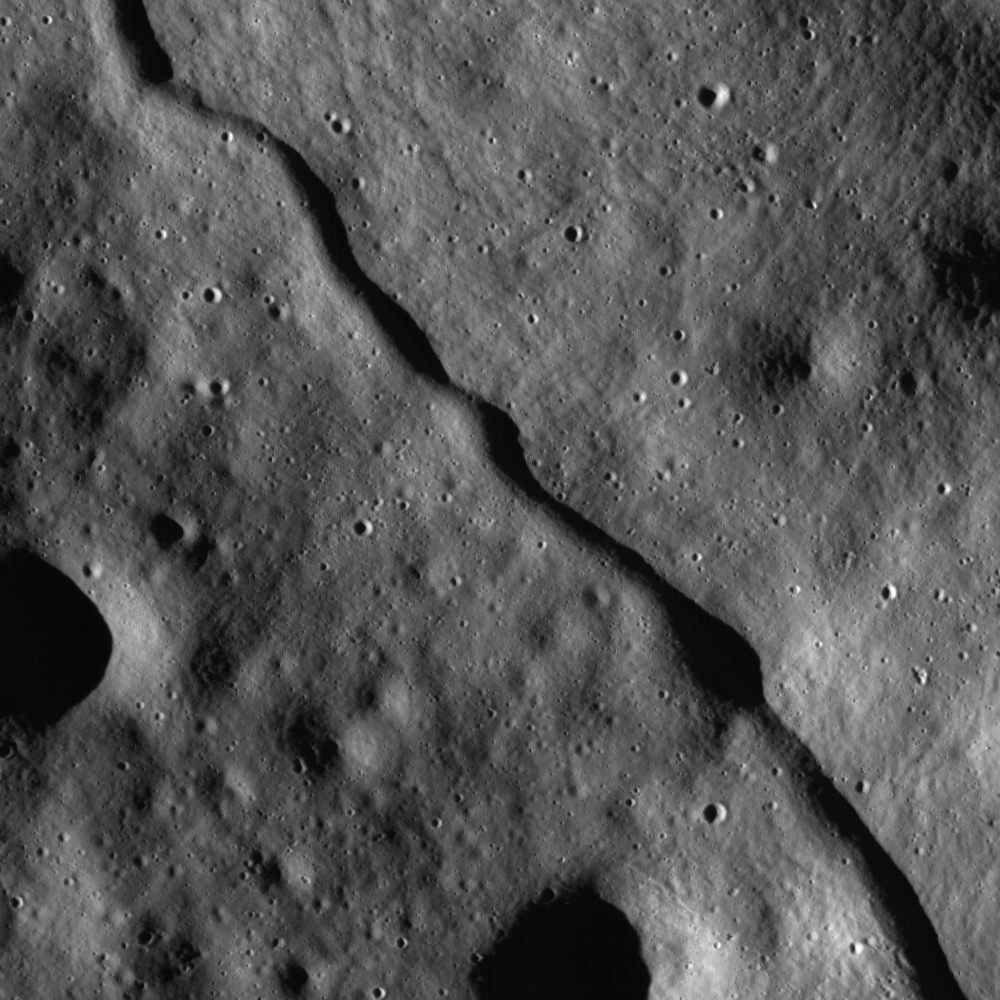
Гряда у подножия северо-восточной части внутреннего склона кратера Бейс-Баллот. Снимок зонда Lunar Reconnaissance Orbiter, ширина снимка около 1410 м.